# Вільям Дадлі (економіст)
Вільям Дадлі (англ. William C. Dudley, нар. 1952) — американський економіст та фінансист. 10й Президент Федерального резервного банку Нью-Йорка (з 27 січня 2009 року).

## Біографія
Закінчив Нью-коледж у Сарасоті (Флорида) зі ступенем бакалавра у 1974 році. Докторський ступінь з економіки отримав у Каліфорнійському університеті в Берклі (1982), де вивчав макроекономіку під керівництвом Джорджа Акерлофа.
Одружений з Ен Дербі (англ. Ann E. Darby). Живуть у Кренфорді, штат Нью-Джерсі.

## Професійна діяльність
Після закінчення університету Дадлі працював економістом у департаменті фінансових досліджень Ради керуючих Федеральної резервної системи (у 1981−83), але в подальшому пішов у бізнес.

### Кар'єра у бізнесі
До 1986 — віце-президент компанії «Morgan Guaranty Trust Company». 1986–2007 — головний економіст, потім партнер та керуючий директор інвестиційного банку «Голдман Сакс». Одночасно з 1999 по 2005 рік був членом Групи технічних консультантів (англ. the Technical Consultants Group) бюджетного керування Конгреса США.

### Робота у ФРБ Нью-Йорка
- Виконавчий віце-президент Відділу по ринкам (Markets Group) і керуючий операціями на відкритому ринку (англ. the System Open Market Account for the Federal Open Market Committee) Федерального резервного банку Нью-Йорка.
- 27 січня 2009 року затверджений Радою директорів банку 10-м президентом банку (після призначення Тімоті Гайтнера міністром фінансів США). Це призначення підтверджено Радою керуючих Федеральної резервної системи. Як президент ФРБ Нью-Йорка Вільям Дадлі стає заступником голови Федерального комітету з операцій на відкритому ринку.